# Močvirski grad
Močvirski grad je nižinski grad, ki leži v mokrišču ali močvirju. Uporablja naravno nedostopnost terena kot obrambno prednost. Močvirski gradovi so bili večinoma v teh pokrajinah zgrajeni kot nasip, podobno kot gradišče. V nekaterih krajih je bila zaščita z močvirjem uporabljena le z ene strani, grad pa je bil zgrajen na kopnem, kot je primer Burg Danzig.  Večina gradov te vrste so v nižinah rek na vzhodu in severu Baltika in med Spodnjo Saško in Mecklenburgom.
Močvirski gradovi so med najstarejšimi vrstami gradov in so bili zgrajeni v zgodnjem srednjem veku. Na navedenih področjih so jih gradili Slovani. Razmejitev z vodnim gradom je zabrisana.
Švicarski zgodovinarji so določili močvirski grad v najširšem smislu kot sistem, katerega zunanji obrambni sistem kot zaščita temelji na izkoriščanju naravnih ovir, kot so meandrirane reke, močvirja in barja  ali je v celoti znotraj teh ovir. Tako lahko razumemo vodni grad kot močvirski grad, saj je zaščiten z naravnimi vodami.
Nekateri znani močvirski gradovi so:
- Ruševine gradu Weferlingen v Oebisfelde-Weferlingen, Saška - Anhalt.
- Grad Oebisfelde, najstarejši ohranjeni močvirski grad v Nemčiji [3]
- Grad Storkow v Storkowu, dežela Brandenburg.
- Grad Calvörde v Calvördeju, Saška - Anhalt
- Grad Süpplingenburg, tukaj je rasel vojvoda Saške in kasnejši cesar Svetega rimskega cesarstva Lotar III. Saksonec [4]
- Prvotno trdnjava, poznejši grad Harburg, je najstarejša arhitekturna priča današnjega Hamburga. Grad je bil večkrat v svoji zgodovini uničen, danes je strukturno močno spremenjen, a še vedno ohranjen.
- Srednjeveško utrdbo Altenburg (Hanau) je opisal Karl August von Cohausen kot močvirski grad. [5] Ostanki ležijo zahodno od Kinzigheimer Höfsa med Hanauom in Bruchköbelom v okrožju Main-Kinzig, dežela Hessen.